# Ostior (przystanek kolejowy)
Ostior (ros. Остёр) – przystanek kolejowy i ładownia w miejscowości Ostior, w rejonie rosławskim, w obwodzie smoleńskim, w Rosji. Położony jest na linii Briańsk – Smoleńsk.
Dawniej stacja kolejowa, zdegradowana do roli przystanku w XXI w. Dochodziła do niej wąskotorowa kolejka zakładowa z pobliskiej kopalni torfu.